# Looney Lions and Monkey Business
Looney Lions and Monkey Business è un cortometraggio muto del 1919 diretto da Vim Moore.

## Produzione
Il film fu prodotto dalla Century Film.

## Distribuzione
Distribuito dall'Universal Film Manufacturing Company, il film - un cortometraggio in due bobine - uscì nelle sale cinematografiche USA il 23 aprile 1919.